# نادي جامعة داكار لكرة السلة
نادي جامعة داكار هو نادي كرة سلة سنغالي من مدينة داكار وهو الفريق الممثل لجامعة الشيخ أنتا ديوب فاز النادي بلقب الدوري 5 مرات وتأهل لدوري أفريقيا لكرة السلة موسم 2022.